# Verhoogd park

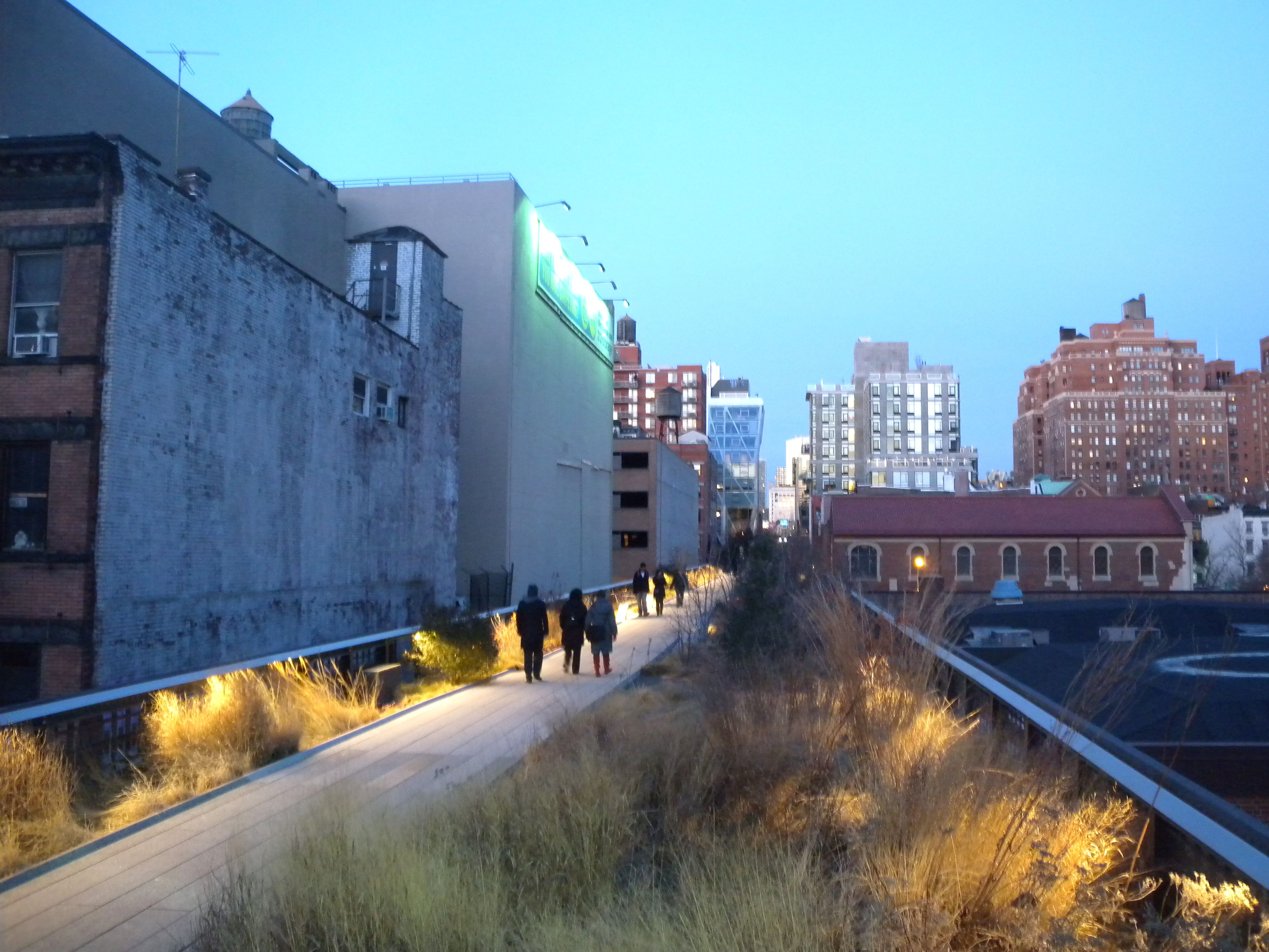
De High Line in New York is gebouwd op een voormalige verhoogde spoorlijn.

Een verhoogd park (in het Engels elevated park of sky park genoemd) of een parktuin op hoogte is een publiek park dat zich boven het normale maaiveld (straatniveau) bevindt, op een door de mens gebouwde constructie. Dit type park is in het begin van de 21e eeuw populairder geworden en is onderdeel van een aantal stadsvernieuwingsprojecten. Het gaat meestal over lineaire parken, waarbij vertrokken wordt van een lijnvormige transportinfrastructuur (voormalige spoorlijn of (auto)weg). Sommige verhoogde parken zijn aangelegd op gebouwen (groen dak of daktuin).

## Voorbeelden
Een van de eerste lineaire verhoogde parken was de Coulée verte René-Dumont in Parijs, uit 1993. Het is populair genoeg gebleken om andere steden dergelijke projecten te laten overwegen. Dit werd nog versterkt na het succes van de High Line in New York, het eerste dergelijke park in de Verenigde Staten, dat in 2009 werd geopend.

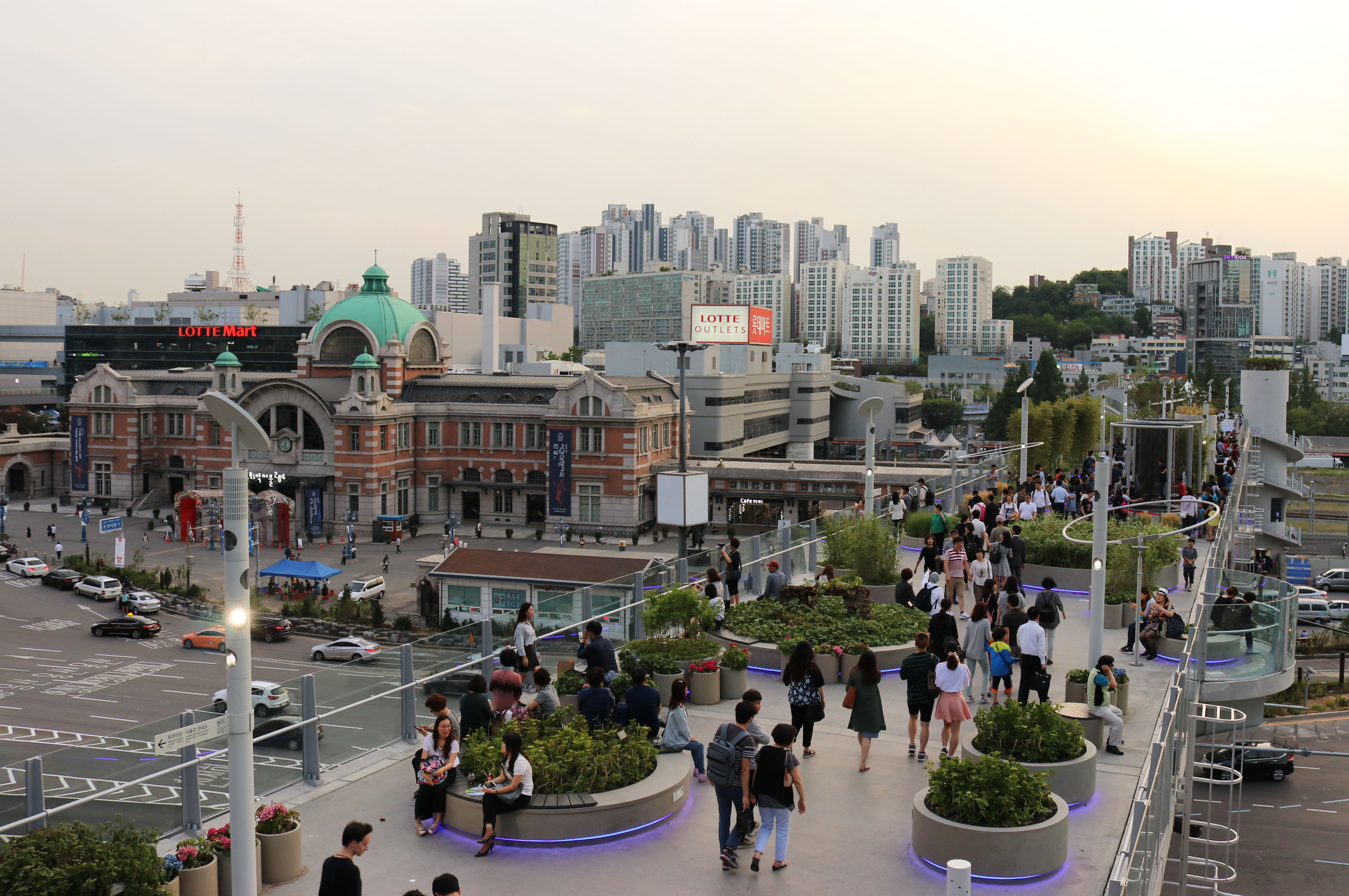
Seoullo 7017 (Seoul Skygarden of Skypark) is een nieuw park, aangelegd op een voormalig wegviaduct.

Andere voorbeelden van een lineair verhoogd park zijn de Bloomingdale Line in Chicago en Seoullo 7017 in Seoul.
Wereldwijd hebben vele steden de aanleg van verhoogde parken overwogen of zijn ze ermee begonnen, zoals Londen, Washington DC, Jersey City, Chicago, Philadelphia, San Francisco, São Paulo en Rotterdam. In 2015 merkte Hélène Littke op dat "de High Line in New York een wereldwijde trend van verhoogde parken in gang zette", en nieuwe verhoogde parken worden er vaak mee vergeleken.
In 2022 werd een park aangelegd op het Castlefield Viaduct in Manchester, Engeland.
In 2025 werd de Tokio-Expresweg in Japan gesloten voor het autoverkeer, met de bedoeling om er in fases een verhoogd park aan te leggen.. 